# Sosna kłująca
Sosna kłująca (Pinus pungens Lamb.) – gatunek drzewa z rodziny sosnowatych. Sosna kłująca występuje w stanie dzikim na półkuli północnej, we wschodnich regionach Ameryki Północnej – USA, Appalachy od Georgii do Pensylwanii. W Polsce rzadko spotykana, przeważnie w arboretach lub ogrodach botanicznych.

## Morfologia

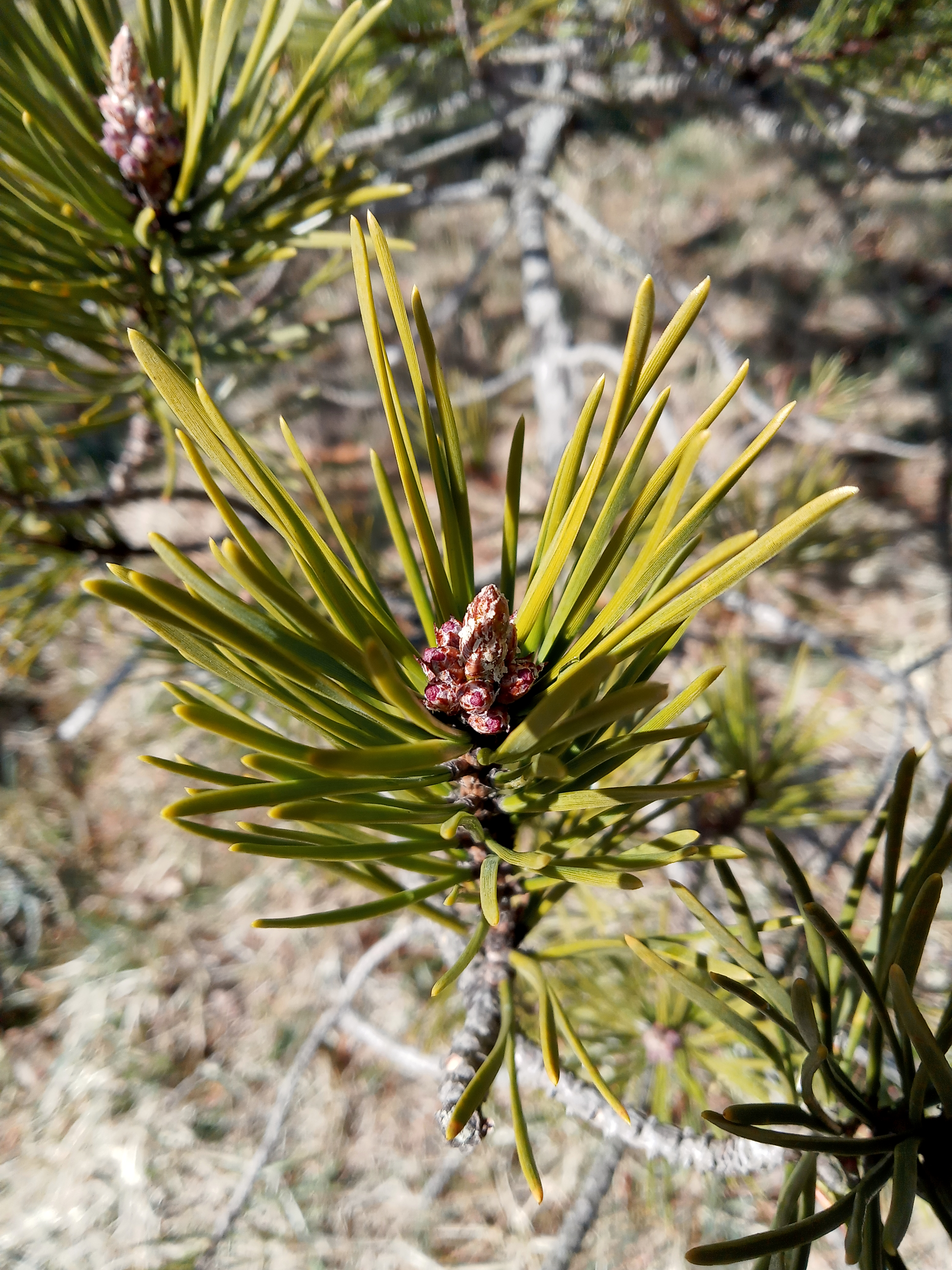
Pęd z młodymi szyszkami męskimi

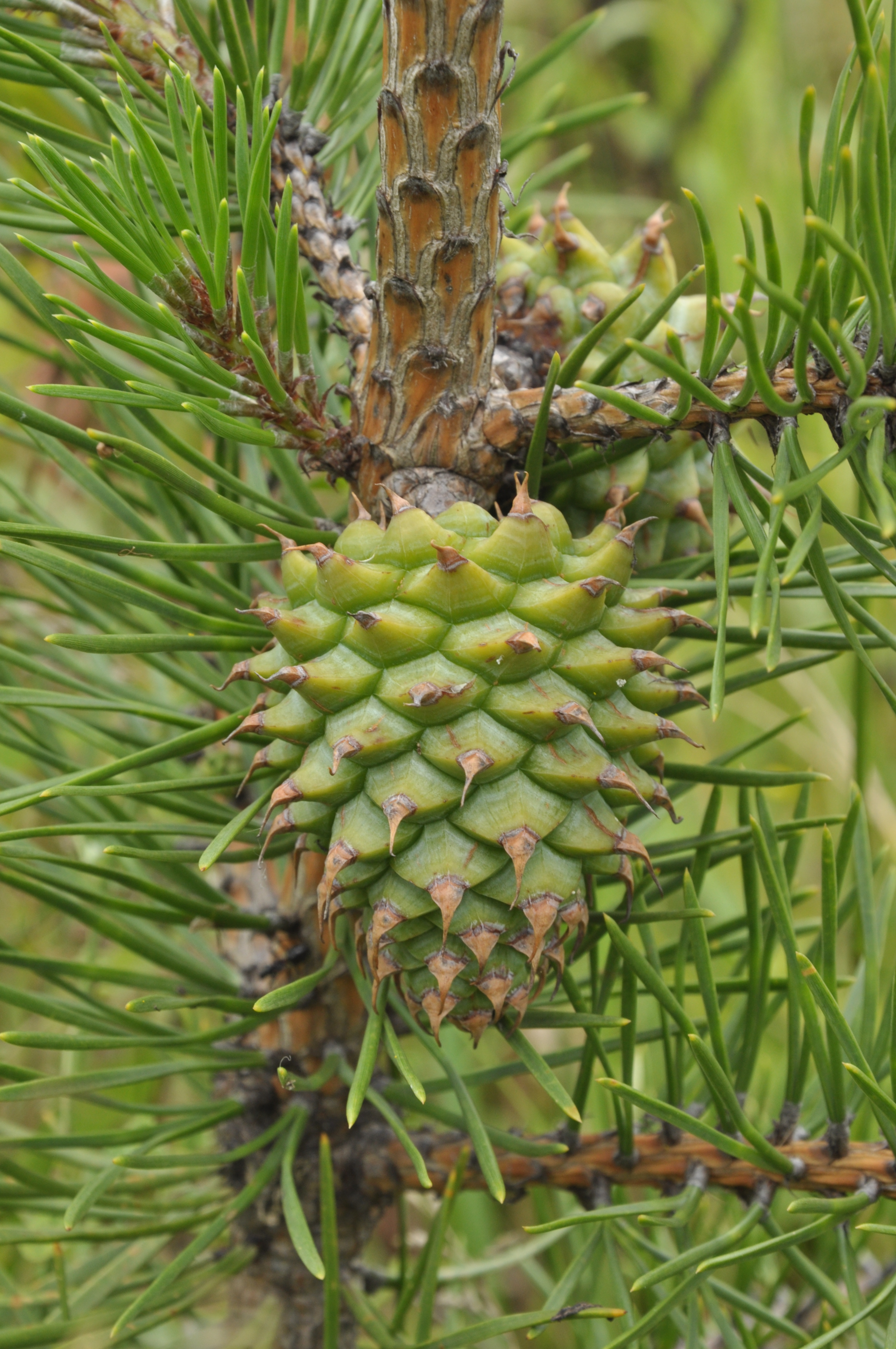
Pęd z dojrzewającą szyszką

PokrójKorona nieregularna, zaokrąglona. Gałęzie wyjątkowo długie, rozciągają się do samej ziemi.
PieńPień prosty lub skrzywiony, osiąga 6–12 m wysokości i 0,6 m średnicy. Kora ciemna, łuszcząca się.
LiścieIgły zebrane w pęczki po 2 (sporadycznie 3), długości 4–7 cm, jasnozielone, lekko skręcone, dosyć grube, sztywne i kłujące.
SzyszkiSzyszki męskie elipsoidalne, żółte, o długości ok. 15 mm. Szyszki żeńskie początkowo rudawo-purpurowe, młode zielone, dojrzewając brązowieją, z wiekiem stają się szare. Ciężkie, jajowate, asymetryczne, o długości 5–9 cm i 6 cm średnicy. Siedzące na gałęzi lub osadzone na krótkiej szypułce o długości do 1 cm, po 2–7 w okółku. Tarczki łusek wygięte i zakończone ostrym kolcem o długości 4–10 mm. Nasiona trójkątne, o rozmiarach 5 na 3 mm, brązowe do czarnych, opatrzone skrzydełkiem o długości 10–20 mm.
KorzeńKorzeń palowy mocuje drzewo do skalistego podłoża wykorzystując pęknięcia skał. Korzenie boczne rozrastają się na boki w cienkiej pokrywie glebowej oraz w mniejszych pęknięciach skalnych, w poszukiwaniu wilgoci i składników odżywczych.

## Biologia i ekologia
Drzewo wiecznie zielone. Gałęzie sięgające do samej ziemi ochraniają glebę, skałę i korzenie przed bezpośrednim nasłonecznieniem i utratą wilgoci. Teren pod tymi drzewami jest mniej narażony na osunięcia ziemi i erozję. Igły pozostają na drzewie przez 3 lata.
Drzewo jednopienne, kwitnie wcześniej niż towarzyszące jej inne gatunki sosny. Okres kwitnienia na różnych stanowiskach trwa od końca marca do połowy lub końca kwietnia. Szyszki nasienne dojrzewają w ciągu 2 lat na jesieni w kolejnym sezonie, i na południowych i wschodnich stanowiskach otwierają się przeważnie krótko potem. Na północnych, bardziej zacienionych stanowiskach, szyszki pozostają na drzewie zamknięte przez wiele lat (5–25). Nasiona w zamkniętych szyszkach zachowują zdolność kiełkowania przez 9 lub nawet więcej lat. Jednak najczęściej uwolnienie nasion następuje nie wcześniej niż po 5 latach, po około 30 dniach przebywania w temperaturze 16–32 °C.
Preferuje suche warunki, rośnie najchętniej na stokach w górnych partiach gór, na wysokości 300–1350 m n.p.m., chociaż spotykana jest także na wysokości 1760 m n.p.m. Im dalej na południe, tym wyżej można ją znaleźć. Najczęściej rośnie pojedynczo lub tworzy niewielkie skupiska. Występuje niemal na tym samym obszarze co sosna smołowa (Pinus rigida) i sosna wirginijska (Pinus virginiana). Przeciętne temperatury na terenach występowania mieszczą się w zakresach od -7 °C do -1 °C w styczniu i od 21 °C do 27 °C w lipcu.

## Systematyka i zmienność
Pozycja gatunku w obrębie rodzaju Pinus:
- podrodzaj Pinus
  - sekcja Trifoliae
    - podsekcja Australes
      - gatunek P. pungens

## Zagrożenia
Międzynarodowa organizacja IUCN przyznała temu gatunkowi kategorię zagrożenia LC (least concern), czyli jest gatunkiem o niskim ryzyku wymarcia.

## Choroby i szkodniki
- Phaeolus schweinitzii – wywołuje zgniliznę korzeni i pędów[6].
- Phellinus pini – wywołuje zgniliznę starszych lub uszkodzonych drzew.
- Dioryctria yatesi – owad niszczy szyszki nasienne.

## Zastosowanie
Z sosny kłującej pozyskiwana jest miazga drzewna, niższej jakości wióry drzewne i drewno opałowe. Stosowana jest także do zalesiania obszarów o skalistym podłożu, zagrożonych pożarami.